# 온 세계의 이웃이여
〈온 세상의 이웃이여〉(世界中の隣人よ 세카이쥬노닌진요[*])은 일본의 여성 아이돌 그룹 노기자카46의 착신 싱글이다. 2020년 6월 17일에 N46Div.를 통해 착신되었다. 이 노래는 노기자카46 현 멤버와 졸업 멤버가 전원 참가했다.